# Eudòxia Comnena (filla d'Aleix I)
|  | Per a altres significats, vegeu «Eudòxia Comnena (desambiguació)». |

Eudòxia Comnena, en grec medieval Εὐδοκία Κομνηνή, nascuda el 4 de gener de 1094 i morta cap al 1129, va ser la tercera filla de l'emperador romà d'Orient Aleix I Comnè, que va regnar del 1081 al 1118. El seu germà era Joan II Comnè.
Eudòxia Comnena va néixer el 14 de gener de 1094, com a tercera noia i sisena filla de l'emperador Aleix I Comnè i de l'emperadriu Irene Ducena. Com que els seus pares governaven des del 1081, se li va donar el títol de princesa porfirogènita.
El 1109 o poc després es va casar amb el fill del curopalata Constantí Iasites, que podria haver portat el nom de Miquel. L'emperadriu Irene va dissoldre més endavant el matrimoni, ja que Iasites no respectava la seva esposa ni l'emperadriu mateixa, i es comportava cap a elles de manera inapropiada pel seu naixement i el seu rang. Com a resultat, segons Joan Zonaràs, quan Eudòxia va emmalaltir, la seva mare la va confinar en un convent i va expulsar Iasites del palau. En el seu matrimoni, va tenir almenys dos fills, els noms dels quals no es coneixen.
Això va succeir abans del 1116, quan l'emperadriu Irene va dedicar la primera part del típicon del monestir de la Mare de Déu Plena de Gràcia, i el va confiar i també la direcció del monestir, a Eudòxia. Eudòxia va acompanyar el seu pare quan aquest era al seu llit de mort l'agost de 1118. Ella mateixa va morir en algun moment abans del 1130 o 1131, segons l'historiador Konstandinos Varzós probablement cap al 1129.